# GNU nano
GNU nano je jednoduchý textový editor napsaný v jazyce C a určený zejména pro UN*Xové operační systémy. Je inspirován editorem Pico, který je součástí e-mailového klientu Pine, ale na rozdíl od něj je uvolněn pod licencí GNU General Public License a jedná se tedy o svobodný software.
Oproti Picu má nano navíc například podporu regulárních výrazů pro hledání a nahrazování, plynulé skrolování nebo nastavitelné klávesové zkratky.

## Historie
Nano byl původně napsán v roce 1999, kdy jej s jménem TIP (This isn't Pico – Tohle není Pico) vytvořil Chris Allegretta. Jeho motivací bylo napsat svobodnou náhradu editoru Pico. Jméno bylo změněno na nano 10. ledna 2000 kvůli jmennému konfliktu s existujícím unixovým nástrojem tip. Je inspirováno předponami soustavy SI, v kterých nano- znamená tisíckrát víc než piko-. Součástí projektu GNU se nano stalo v únoru 2001.